# Ganguleea angulosa
Ganguleea angulosa là một loài Rêu trong họ Pottiaceae. Loài này được (Broth. & Dixon) R.H. Zander mô tả khoa học đầu tiên năm 1989.